# Søen i spejlet
|  | Denne artikel er oprettet af botten PalnaBot ud fra en ekstern database. Den kan derfor have sproglige fejl eller mangler. Denne skabelon kan fjernes efter kontrol af indholdet. |

Søen i spejlet er en dokumentarfilm fra 2010 instrueret af Johanna Domke efter manuskript af Johanna Domke.

## Handling
En gang om året udbryder der revolution på Sorø Akademi. Et fiktivt oprør, der starter om dagen og rituelt ender med afbrændingen af en symbolsk, autoritær lærerdukke på en lille ø. 'Søen i spejlet' starter som en tidligere elevs erindringer, men antager en stadigt mere virkelig karakter som begivenhederne skrider frem og kostskolens elever smider de civiliserede tøjler. En rebelsk fantasi og et stykke dokumentarisk filmkunst i et.